# Gran Premio di superbike di Montmelò 2022
Il Gran Premio di superbike di Montmelò 2022 è stato l'ottava prova del mondiale superbike del 2022. Nello stesso fine settimana si sono corsi anche l'ottava prova del campionato mondiale Supersport e la settima prova campionato mondiale Supersport 300.
I risultati delle gare hanno visto vincere: Álvaro Bautista per quel che concerne le tre gare del mondiale Superbike, Dominique Aegerter le due gare del mondiale Supersport  mentre le gare del mondiale Supersport 300 sono andate a Yuta Okaya in gara 1 e Victor Steeman in gara 2.

## Superbike gara 1

### Arrivati al traguardo
| Pos. | Nº | Pilota                | Squadra                   | Motocicletta        | Giri | Tempo     | Griglia | Punti |
| ---- | -- | --------------------- | ------------------------- | ------------------- | ---- | --------- | ------- | ----- |
| 1º   | 19 | Álvaro Bautista       | Aruba.it Racing - Ducati  | Ducati Panigale V4R | 20   | 34'21.395 | 5º      | 25    |
| 2º   | 65 | Jonathan Rea          | Kawasaki Racing           | Kawasaki ZX-10RR    | 20   | +8.665    | 3º      | 20    |
| 3º   | 31 | Garrett Gerloff       | GYTR GRT Yamaha           | Yamaha YZF R1       | 20   | +9.289    | 6º      | 16    |
| 4º   | 21 | Michael Ruben Rinaldi | Aruba.it Racing - Ducati  | Ducati Panigale V4R | 20   | +10.783   | 10º     | 13    |
| 5º   | 1  | Toprak Razgatlıoğlu   | Pata Yamaha with Brixx    | Yamaha YZF R1       | 20   | +13.568   | 8º      | 11    |
| 6º   | 7  | Iker Lecuona          | Team HRC                  | Honda CBR1000 RR-R  | 20   | +13.655   | 1º      | 10    |
| 7º   | 22 | Alex Lowes            | Kawasaki Racing           | Kawasaki ZX-10RR    | 20   | +14.013   | 2º      | 9     |
| 8º   | 47 | Axel Bassani          | Motocorsa Racing          | Ducati Panigale V4R | 20   | +14.839   | 7º      | 8     |
| 9º   | 55 | Andrea Locatelli      | Pata Yamaha with Brixx    | Yamaha YZF R1       | 20   | +29.775   | 4º      | 7     |
| 10º  | 50 | Eugene Laverty        | Bonovo Action BMW         | BMW M1000RR         | 20   | +30.094   | 16º     | 6     |
| 11º  | 76 | Loris Baz             | Bonovo Action BMW         | BMW M1000RR         | 20   | +30.390   | 14º     | 5     |
| 12º  | 97 | Xavi Vierge           | Team HRC                  | Honda CBR1000 RR-R  | 20   | +31.755   | 9º      | 4     |
| 13º  | 2  | Roberto Tamburini     | Yamaha Motoxracing        | Yamaha YZF R1       | 20   | +33.055   | 18º     | 3     |
| 14º  | 44 | Lucas Mahias          | Kawasaki Puccetti Racing  | Kawasaki ZX-10RR    | 20   | +35.962   | 11º     | 2     |
| 15º  | 23 | Christophe Ponsson    | Gil Motor Sport-Yamaha    | Yamaha YZF R1       | 20   | +37.498   | 20º     | 1     |
| 16º  | 3  | Kōta Nozane           | GYTR GRT Yamaha           | Yamaha YZF R1       | 20   | +45.108   | 15º     |       |
| 17º  | 99 | Óscar Gutiérrez       | TPR Team Pedercini Racing | Kawasaki ZX-10RR    | 20   | +46.958   | 21º     |       |
| 18º  | 36 | Leandro Mercado       | MIE Racing Honda          | Honda CBR1000 RR-R  | 20   | +55.315   | 23º     |       |
| 19º  | 52 | Oliver König          | Orelac Racing Verdnatura  | Kawasaki ZX-10RR    | 20   | +57.534   | 22º     |       |

### Ritirati
| Nº | Pilota               | Squadra            | Motocicletta        | Giri | Griglia |
| -- | -------------------- | ------------------ | ------------------- | ---- | ------- |
| 60 | Michael van der Mark | BMW Motorrad       | BMW M1000RR         | 8    | 19º     |
| 45 | Scott Redding        | BMW Motorrad       | BMW M1000RR         | 2    | 13º     |
| 29 | Luca Bernardi        | Barni Spark Racing | Ducati Panigale V4R | 1    | 17º     |
| 5  | Philipp Öttl         | Team Goeleven      | Ducati Panigale V4R | 0    | 12º     |

## Superbike gara Superpole

### Arrivati al traguardo
| Pos. | Nº | Pilota                | Squadra                   | Motocicletta        | Giri | Tempo     | Griglia | Punti |
| ---- | -- | --------------------- | ------------------------- | ------------------- | ---- | --------- | ------- | ----- |
| 1º   | 19 | Álvaro Bautista       | Aruba.it Racing - Ducati  | Ducati Panigale V4R | 10   | 16'59.889 | 5º      | 12    |
| 2º   | 65 | Jonathan Rea          | Kawasaki Racing           | Kawasaki ZX-10RR    | 10   | +1.185    | 3º      | 9     |
| 3º   | 22 | Alex Lowes            | Kawasaki Racing           | Kawasaki ZX-10RR    | 10   | +1.377    | 2º      | 7     |
| 4º   | 1  | Toprak Razgatlıoğlu   | Pata Yamaha with Brixx    | Yamaha YZF R1       | 10   | +5.088    | 8º      | 6     |
| 5º   | 21 | Michael Ruben Rinaldi | Aruba.it Racing - Ducati  | Ducati Panigale V4R | 10   | +9.016    | 10º     | 5     |
| 6º   | 5  | Philipp Öttl          | Team Goeleven             | Ducati Panigale V4R | 10   | +10.506   | 12º     | 4     |
| 7º   | 97 | Xavi Vierge           | Team HRC                  | Honda CBR1000 RR-R  | 10   | +10.637   | 9º      | 3     |
| 8º   | 45 | Scott Redding         | BMW Motorrad              | BMW M1000RR         | 10   | +10.947   | 13º     | 2     |
| 9º   | 76 | Loris Baz             | Bonovo Action BMW         | BMW M1000RR         | 10   | +14.575   | 14º     | 1     |
| 10º  | 31 | Garrett Gerloff       | GYTR GRT Yamaha           | Yamaha YZF R1       | 10   | +14.601   | 6º      |       |
| 11º  | 44 | Lucas Mahias          | Kawasaki Puccetti Racing  | Kawasaki ZX-10RR    | 10   | +17.326   | 11º     |       |
| 12º  | 29 | Luca Bernardi         | Barni Spark Racing        | Ducati Panigale V4R | 10   | +17.644   | 17º     |       |
| 13º  | 3  | Kōta Nozane           | GYTR GRT Yamaha           | Yamaha YZF R1       | 10   | +19.942   | 15º     |       |
| 14º  | 50 | Eugene Laverty        | Bonovo Action BMW         | BMW M1000RR         | 10   | +20.672   | 16º     |       |
| 15º  | 2  | Roberto Tamburini     | Yamaha Motoxracing        | Yamaha YZF R1       | 10   | +20.723   | 18º     |       |
| 16º  | 47 | Axel Bassani          | Motocorsa Racing          | Ducati Panigale V4R | 10   | +20.886   | 7º      |       |
| 17º  | 23 | Christophe Ponsson    | Gil Motor Sport-Yamaha    | Yamaha YZF R1       | 10   | +23.918   | 20º     |       |
| 18º  | 99 | Óscar Gutiérrez       | TPR Team Pedercini Racing | Kawasaki ZX-10RR    | 10   | +25.744   | 21º     |       |
| 19º  | 36 | Leandro Mercado       | MIE Racing Honda          | Honda CBR1000 RR-R  | 10   | +25.759   | 23º     |       |
| 20º  | 52 | Oliver König          | Orelac Racing Verdnatura  | Kawasaki ZX-10RR    | 10   | +37.666   | 22º     |       |
| 21º  | 55 | Andrea Locatelli      | Pata Yamaha with Brixx    | Yamaha YZF R1       | 10   | +45.370   | 4º      |       |

### Ritirati
| Nº | Pilota               | Squadra      | Motocicletta       | Giri | Griglia |
| -- | -------------------- | ------------ | ------------------ | ---- | ------- |
| 60 | Michael van der Mark | BMW Motorrad | BMW M1000RR        | 8    | 19º     |
| 7  | Iker Lecuona         | Team HRC     | Honda CBR1000 RR-R | 0    | 1º      |

## Superbike gara 2

### Arrivati al traguardo
| Pos. | Nº | Pilota                | Squadra                  | Motocicletta        | Giri | Tempo     | Griglia | Punti |
| ---- | -- | --------------------- | ------------------------ | ------------------- | ---- | --------- | ------- | ----- |
| 1º   | 19 | Álvaro Bautista       | Aruba.it Racing - Ducati | Ducati Panigale V4R | 20   | 34'15.354 | 1º      | 25    |
| 2º   | 21 | Michael Ruben Rinaldi | Aruba.it Racing - Ducati | Ducati Panigale V4R | 20   | +8.103    | 5º      | 20    |
| 3º   | 1  | Toprak Razgatlıoğlu   | Pata Yamaha with Brixx   | Yamaha YZF R1       | 20   | +9.090    | 4º      | 16    |
| 4º   | 65 | Jonathan Rea          | Kawasaki Racing          | Kawasaki ZX-10RR    | 20   | +10.210   | 2º      | 13    |
| 5º   | 47 | Axel Bassani          | Motocorsa Racing         | Ducati Panigale V4R | 20   | +15.677   | 13º     | 11    |
| 6º   | 97 | Xavi Vierge           | Team HRC                 | Honda CBR1000 RR-R  | 20   | +20.320   | 7º      | 10    |
| 7º   | 5  | Philipp Öttl          | Team Goeleven            | Ducati Panigale V4R | 20   | +33.622   | 6º      | 9     |
| 8º   | 7  | Iker Lecuona          | Team HRC                 | Honda CBR1000 RR-R  | 20   | +35.008   | 10º     | 8     |
| 9º   | 76 | Loris Baz             | Bonovo Action BMW        | BMW M1000RR         | 20   | +35.092   | 9º      | 7     |
| 10º  | 2  | Roberto Tamburini     | Yamaha Motoxracing       | Yamaha YZF R1       | 20   | +40.108   | 18º     | 6     |
| 11º  | 29 | Luca Bernardi         | Barni Spark Racing       | Ducati Panigale V4R | 20   | +42.746   | 17º     | 5     |
| 12º  | 44 | Lucas Mahias          | Kawasaki Puccetti Racing | Kawasaki ZX-10RR    | 20   | +43.165   | 14º     | 4     |
| 13º  | 60 | Michael van der Mark  | BMW Motorrad             | BMW M1000RR         | 20   | +46.197   | 19º     | 3     |
| 14º  | 50 | Eugene Laverty        | Bonovo Action BMW        | BMW M1000RR         | 20   | +46.420   | 16º     | 2     |
| 15º  | 3  | Kōta Nozane           | GYTR GRT Yamaha          | Yamaha YZF R1       | 20   | +48.365   | 15º     | 1     |
| 16º  | 55 | Andrea Locatelli      | Pata Yamaha with Brixx   | Yamaha YZF R1       | 20   | +50.985   | 11º     |       |
| 17º  | 36 | Leandro Mercado       | MIE Racing Honda         | Honda CBR1000 RR-R  | 20   | +54.132   | 23º     |       |
| 18º  | 52 | Oliver König          | Orelac Racing Verdnatura | Kawasaki ZX-10RR    | 20   | +1'12.447 | 22º     |       |

### Ritirati
| Nº | Pilota             | Squadra                   | Motocicletta     | Giri | Griglia |
| -- | ------------------ | ------------------------- | ---------------- | ---- | ------- |
| 99 | Óscar Gutiérrez    | TPR Team Pedercini Racing | Kawasaki ZX-10RR | 13   | 21º     |
| 31 | Garrett Gerloff    | GYTR GRT Yamaha           | Yamaha YZF R1    | 11   | 12º     |
| 23 | Christophe Ponsson | Gil Motor Sport-Yamaha    | Yamaha YZF R1    | 4    | 20º     |
| 22 | Alex Lowes         | Kawasaki Racing           | Kawasaki ZX-10RR | 0    | 3º      |
| 45 | Scott Redding      | BMW Motorrad              | BMW M1000RR      | 0    | 8º      |

## Supersport gara 1

### Arrivati al traguardo
| Pos. | Nº | Pilota               | Squadra                    | Motocicletta             | Giri | Tempo     | Griglia | Punti |
| ---- | -- | -------------------- | -------------------------- | ------------------------ | ---- | --------- | ------- | ----- |
| 1º   | 77 | Dominique Aegerter   | Ten Kate Racing Yamaha     | Yamaha YZF R6            | 12   | 21'14.812 | 1º      | 25    |
| 2º   | 7  | Lorenzo Baldassarri  | Evan Bros. Yamaha          | Yamaha YZF R6            | 12   | +3.472    | 4º      | 20    |
| 3º   | 61 | Can Öncü             | Kawasaki Puccetti Racing   | Kawasaki ZX-6R           | 12   | +3.717    | 2º      | 16    |
| 4º   | 64 | Federico Caricasulo  | Althea Racing              | Ducati Panigale V2       | 12   | +3.857    | 3º      | 13    |
| 5º   | 54 | Bahattin Sofuoğlu    | MV Agusta Reparto Corse    | MV Agusta F3 800 RR      | 12   | +4.697    | 13º     | 11    |
| 6º   | 66 | Niki Tuuli           | MV Agusta Reparto Corse    | MV Agusta F3 800 RR      | 12   | +5.122    | 10º     | 10    |
| 7º   | 99 | Adrián Huertas       | MTM Kawasaki               | Kawasaki ZX-6R           | 12   | +8.388    | 5º      | 9     |
| 8º   | 16 | Jules Cluzel         | GMT94 Yamaha               | Yamaha YZF R6            | 12   | +8.536    | 16º     | 8     |
| 9º   | 28 | Glenn van Straalen   | EAB Racing                 | Yamaha YZF R6            | 12   | +8.790    | 8º      | 7     |
| 10º  | 9  | Simon Jespersen      | Kallio Racing              | Yamaha YZF R6            | 12   | +10.661   | 11º     | 6     |
| 11º  | 24 | Leonardo Taccini     | Ten Kate Racing Yamaha     | Yamaha YZF R6            | 12   | +11.391   | 26º     | 5     |
| 12º  | 3  | Raffaele De Rosa     | Orelac Racing Verdnatura   | Ducati Panigale V2       | 12   | +12.346   | 6º      | 4     |
| 13º  | 55 | Yari Montella        | Kawasaki Puccetti Racing   | Kawasaki ZX-6R           | 12   | +12.414   | 9º      | 3     |
| 14º  | 94 | Andy Verdoïa         | GMT94 Yamaha               | Yamaha YZF R6            | 12   | +12.436   | 19º     | 2     |
| 15º  | 32 | Oliver Bayliss       | Barni Spark Racing         | Ducati Panigale V2       | 12   | +12.505   | 23º     | 1     |
| 16º  | 10 | Unai Orradre         | MS Racing Yamaha           | Yamaha YZF R6            | 12   | +13.431   | 21º     |       |
| 17º  | 25 | Marcel Brenner       | VFT Racing                 | Yamaha YZF R6            | 12   | +13.646   | 12º     |       |
| 18º  | 38 | Hannes Soomer        | Dynavolt Triumph           | Triumph Street Triple RS | 12   | +14.805   | 22º     |       |
| 19º  | 69 | Tom Booth-Amos       | Prodina Racing             | Kawasaki ZX-6R           | 12   | +15.904   | 24º     |       |
| 20º  | 52 | Patrick Hobelsberger | Kallio Racing              | Yamaha YZF R6            | 12   | +15.961   | 14º     |       |
| 21º  | 23 | Isaac Viñales        | D34G Racing                | Ducati Panigale V2       | 12   | +16.218   | 25º     |       |
| 22º  | 76 | Julián Giral         | Valvulas Arco JG76         | Ducati Panigale V2       | 12   | +16.327   | 18º     |       |
| 23º  | 81 | Aleix Viu            | Andotrans Team Torrento    | Yamaha YZF R6            | 12   | +16.531   | 29º     |       |
| 24º  | 50 | Ondřej Vostatek      | MS Racing Yamaha           | Yamaha YZF R6            | 12   | +20.890   | 20º     |       |
| 25º  | 22 | Federico Fuligni     | D34G Racing                | Ducati Panigale V2       | 12   | +24.558   | 32º     |       |
| 26º  | 21 | Benjamin Currie      | Motozoo Racing by Puccetti | Kawasaki ZX-6R           | 12   | +25.466   | 28º     |       |
| 27º  | 6  | Jeffrey Buis         | Motozoo Racing by Puccetti | Kawasaki ZX-6R           | 12   | +27.274   | 30º     |       |
| 28º  | 70 | Marc Alcoba          | VFT Racing                 | Yamaha YZF R6            | 12   | +42.348   | 31º     |       |
| 29º  | 73 | Maximilian Kofler    | CM Racing                  | Ducati Panigale V2       | 12   | +1'40.784 | 27º     |       |

### Ritirati
| Nº | Pilota          | Squadra           | Motocicletta             | Giri | Griglia |
| -- | --------------- | ----------------- | ------------------------ | ---- | ------- |
| 11 | Nicolò Bulega   | Aruba.it Racing   | Ducati Panigale V2       | 4    | 7º      |
| 62 | Stefano Manzi   | Dynavolt Triumph  | Triumph Street Triple RS | 4    | 17º     |
| 56 | Péter Sebestyén | Evan Bros. Yamaha | Yamaha YZF R6            | 0    | 15º     |

## Supersport gara 2

### Arrivati al traguardo
| Pos. | Nº | Pilota               | Squadra                    | Motocicletta             | Giri | Tempo     | Griglia | Punti |
| ---- | -- | -------------------- | -------------------------- | ------------------------ | ---- | --------- | ------- | ----- |
| 1º   | 77 | Dominique Aegerter   | Ten Kate Racing Yamaha     | Yamaha YZF R6            | 18   | 31'55.307 | 1º      | 25    |
| 2º   | 61 | Can Öncü             | Kawasaki Puccetti Racing   | Kawasaki ZX-6R           | 18   | +2.014    | 2º      | 20    |
| 3º   | 62 | Stefano Manzi        | Dynavolt Triumph           | Triumph Street Triple RS | 18   | +2.100    | 17º     | 16    |
| 4º   | 7  | Lorenzo Baldassarri  | Evan Bros. Yamaha          | Yamaha YZF R6            | 18   | +4.218    | 4º      | 13    |
| 5º   | 66 | Niki Tuuli           | MV Agusta Reparto Corse    | MV Agusta F3 800 RR      | 18   | +8.863    | 10º     | 11    |
| 6º   | 64 | Federico Caricasulo  | Althea Racing              | Ducati Panigale V2       | 18   | +8.900    | 3º      | 10    |
| 7º   | 54 | Bahattin Sofuoğlu    | MV Agusta Reparto Corse    | MV Agusta F3 800 RR      | 18   | +9.848    | 13º     | 9     |
| 8º   | 55 | Yari Montella        | Kawasaki Puccetti Racing   | Kawasaki ZX-6R           | 18   | +9.849    | 9º      | 8     |
| 9º   | 24 | Leonardo Taccini     | Ten Kate Racing Yamaha     | Yamaha YZF R6            | 18   | +11.544   | 26º     | 7     |
| 10º  | 99 | Adrián Huertas       | MTM Kawasaki               | Kawasaki ZX-6R           | 18   | +11.584   | 5º      | 6     |
| 11º  | 25 | Marcel Brenner       | VFT Racing                 | Yamaha YZF R6            | 18   | +11.888   | 12º     | 5     |
| 12º  | 9  | Simon Jespersen      | Kallio Racing              | Yamaha YZF R6            | 18   | +12.768   | 11º     | 4     |
| 13º  | 38 | Hannes Soomer        | Dynavolt Triumph           | Triumph Street Triple RS | 18   | +13.618   | 22º     | 3     |
| 14º  | 11 | Nicolò Bulega        | Aruba.it Racing            | Ducati Panigale V2       | 18   | +14.734   | 7º      | 2     |
| 15º  | 16 | Jules Cluzel         | GMT94 Yamaha               | Yamaha YZF R6            | 18   | +16.608   | 16º     | 1     |
| 16º  | 94 | Andy Verdoïa         | GMT94 Yamaha               | Yamaha YZF R6            | 18   | +16.658   | 19º     |       |
| 17º  | 52 | Patrick Hobelsberger | Kallio Racing              | Yamaha YZF R6            | 18   | +20.242   | 14º     |       |
| 18º  | 50 | Ondřej Vostatek      | MS Racing Yamaha           | Yamaha YZF R6            | 18   | +20.845   | 20º     |       |
| 19º  | 76 | Julián Giral         | Valvulas Arco JG76         | Ducati Panigale V2       | 18   | +21.857   | 18º     |       |
| 20º  | 56 | Péter Sebestyén      | Evan Bros. Yamaha          | Yamaha YZF R6            | 18   | +22.212   | 15º     |       |
| 21º  | 22 | Federico Fuligni     | D34G Racing                | Ducati Panigale V2       | 18   | +27.821   | 32º     |       |
| 22º  | 81 | Aleix Viu            | Andotrans Team Torrento    | Yamaha YZF R6            | 18   | +29.599   | 29º     |       |
| 23º  | 23 | Isaac Viñales        | D34G Racing                | Ducati Panigale V2       | 18   | +30.179   | 25º     |       |
| 24º  | 69 | Tom Booth-Amos       | Prodina Racing             | Kawasaki ZX-6R           | 18   | +35.170   | 24º     |       |
| 25º  | 73 | Maximilian Kofler    | CM Racing                  | Ducati Panigale V2       | 18   | +36.712   | 27º     |       |
| 26º  | 6  | Jeffrey Buis         | Motozoo Racing by Puccetti | Kawasaki ZX-6R           | 18   | +41.107   | 30º     |       |
| 27º  | 70 | Marc Alcoba          | VFT Racing                 | Yamaha YZF R6            | 18   | +44.966   | 31º     |       |

### Ritirati
| Nº | Pilota             | Squadra                    | Motocicletta       | Giri | Griglia |
| -- | ------------------ | -------------------------- | ------------------ | ---- | ------- |
| 32 | Oliver Bayliss     | Barni Spark Racing         | Ducati Panigale V2 | 12   | 23º     |
| 3  | Raffaele De Rosa   | Orelac Racing Verdnatura   | Ducati Panigale V2 | 11   | 6º      |
| 21 | Benjamin Currie    | Motozoo Racing by Puccetti | Kawasaki ZX-6R     | 11   | 28º     |
| 10 | Unai Orradre       | MS Racing Yamaha           | Yamaha YZF R6      | 10   | 21º     |
| 28 | Glenn van Straalen | EAB Racing                 | Yamaha YZF R6      | 7    | 8º      |

## Supersport 300 gara 1

### Arrivati al traguardo
| Pos. | Nº | Pilota                | Squadra                                | Motocicletta       | Giri | Tempo     | Griglia | Punti |
| ---- | -- | --------------------- | -------------------------------------- | ------------------ | ---- | --------- | ------- | ----- |
| 1º   | 61 | Yuta Okaya            | MTM Kawasaki                           | Kawasaki Ninja 400 | 12   | 23'25.778 | 3º      | 25    |
| 2º   | 27 | Álvaro Díaz           | Arco Motor University                  | Yamaha YZF-R3      | 12   | +0.069    | 2º      | 20    |
| 3º   | 48 | Julio García González | ESP Solutions Motap Racing             | Kawasaki Ninja 400 | 12   | +0.157    | 4º      | 16    |
| 4º   | 64 | Hugo De Cancellis     | Prodina Racing                         | Kawasaki Ninja 400 | 12   | +0.470    | 20º     | 13    |
| 5º   | 12 | Humberto Maier        | AD78 Team Brasil by MS Racing          | Yamaha YZF-R3      | 12   | +0.514    | 15º     | 11    |
| 6º   | 80 | Gabriele Mastroluca   | ProGP Racing                           | Yamaha YZF-R3      | 12   | +0.549    | 22º     | 10    |
| 7º   | 57 | Aldi Satya Mahendra   | BrCorse                                | Yamaha YZF-R3      | 12   | +0.551    | 6º      | 9     |
| 8º   | 72 | Victor Steeman        | MTM Kawasaki                           | Kawasaki Ninja 400 | 12   | +0.648    | 1º      | 8     |
| 9º   | 8  | Bruno Ieraci          | Prodina Racing                         | Kawasaki Ninja 400 | 12   | +0.664    | 32º     | 7     |
| 10º  | 26 | Mirko Gennai          | BrCorse                                | Yamaha YZF-R3      | 12   | +0.826    | 14º     | 6     |
| 11º  | 77 | Ruben Bijman          | MTM Kawasaki                           | Kawasaki Ninja 400 | 12   | +1.231    | 26º     | 5     |
| 12º  | 28 | Lennox Lehmann        | Freudenberg KTM - Paligo Racing        | KTM RC 390 R       | 12   | +1.277    | 21º     | 4     |
| 13º  | 85 | Kevin Sabatucci       | Kawasaki GP Project                    | Kawasaki Ninja 400 | 12   | +1.962    | 19º     | 3     |
| 14º  | 46 | Samuel Di Sora        | Leader Team Flembbo                    | Kawasaki Ninja 400 | 12   | +2.036    | 29º     | 2     |
| 15º  | 59 | Alessandro Zanca      | Kawasaki GP Project                    | Kawasaki Ninja 400 | 12   | +2.536    | 18º     | 1     |
| 16º  | 91 | Matteo Vannucci       | AG Motorsport Italia Yamaha            | Yamaha YZF-R3      | 12   | +4.365    | 16º     |       |
| 17º  | 14 | Alex Millán           | SMW Racing                             | Kawasaki Ninja 400 | 12   | +4.954    | 7º      |       |
| 18º  | 41 | Marc García           | Yamaha MS Racing                       | Yamaha YZF-R3      | 12   | +5.746    | 5º      |       |
| 19º  | 69 | Troy Alberto          | Fusport-RT Motorsports by SKM-Kawasaki | Kawasaki Ninja 400 | 12   | +6.100    | 17º     |       |
| 20º  | 23 | Sylvain Markarian     | Leader Team Flembbo                    | Kawasaki Ninja 400 | 12   | +6.510    | 9º      |       |
| 21º  | 39 | Enzo Valentim         | AD78 Team Brasil by MS Racing          | Yamaha YZF-R3      | 12   | +6.862    | 31º     |       |
| 22º  | 35 | Yeray Saiz Marquez    | Accolade Smrz Racing                   | Kawasaki Ninja 400 | 12   | +6.995    | 28º     |       |
| 23º  | 7  | Máté Számadó          | Fusport-RT Motorsports by SKM-Kawasaki | Kawasaki Ninja 400 | 12   | +7.318    | 25º     |       |
| 24º  | 81 | Ioannis Peristeras    | ProGP Racing                           | Yamaha YZF-R3      | 12   | +9.790    | 24º     |       |
| 25º  | 47 | Fenton Seabright      | Vinales Racing                         | Yamaha YZF-R3      | 12   | +9.800    | 8º      |       |
| 26º  | 2  | Iker García Abella    | Yamaha MS Racing                       | Yamaha YZF-R3      | 12   | +9.926    | 13º     |       |
| 27º  | 95 | Adolfo Delgado        | Vinales Racing                         | Yamaha YZF-R3      | 12   | +30.530   | 27º     |       |
| 28º  | 55 | Unai Calatayud        | Arco Motor University                  | Yamaha YZF-R3      | 12   | +1'31.324 | 30º     |       |

### Ritirati
| Nº | Pilota              | Squadra              | Motocicletta       | Giri | Griglia |
| -- | ------------------- | -------------------- | ------------------ | ---- | ------- |
| 58 | Iñigo Iglesias      | SMW Racing           | Kawasaki Ninja 400 | 11   | 10º     |
| 88 | Daniel Mogeda       | Team#109 Kawasaki    | Kawasaki Ninja 400 | 11   | 11º     |
| 43 | Harry Khouri        | Team#109 Kawasaki    | Kawasaki Ninja 400 | 11   | 23º     |
| 73 | José Pérez González | Accolade Smrz Racing | Kawasaki Ninja 400 | 7    | 12º     |

## Supersport 300 gara 2

### Arrivati al traguardo
| Pos. | Nº | Pilota                | Squadra                                | Motocicletta       | Giri | Tempo     | Griglia | Punti |
| ---- | -- | --------------------- | -------------------------------------- | ------------------ | ---- | --------- | ------- | ----- |
| 1º   | 72 | Victor Steeman        | MTM Kawasaki                           | Kawasaki Ninja 400 | 12   | 23'23.230 | 1º      | 25    |
| 2º   | 64 | Hugo De Cancellis     | Prodina Racing                         | Kawasaki Ninja 400 | 12   | +5.618    | 21º     | 20    |
| 3º   | 26 | Mirko Gennai          | BrCorse                                | Yamaha YZF-R3      | 12   | +5.620    | 14º     | 16    |
| 4º   | 27 | Álvaro Díaz           | Arco Motor University                  | Yamaha YZF-R3      | 12   | +5.666    | 2º      | 13    |
| 5º   | 73 | José Pérez González   | Accolade Smrz Racing                   | Kawasaki Ninja 400 | 12   | +5.732    | 12º     | 11    |
| 6º   | 12 | Humberto Maier        | AD78 Team Brasil by MS Racing          | Yamaha YZF-R3      | 12   | +5.826    | 16º     | 10    |
| 7º   | 8  | Bruno Ieraci          | Prodina Racing                         | Kawasaki Ninja 400 | 12   | +5.884    | 15º     | 9     |
| 8º   | 57 | Aldi Satya Mahendra   | BrCorse                                | Yamaha YZF-R3      | 12   | +5.894    | 6º      | 8     |
| 9º   | 48 | Julio García González | ESP Solutions Motap Racing             | Kawasaki Ninja 400 | 12   | +6.104    | 4º      | 7     |
| 10º  | 58 | Iñigo Iglesias        | SMW Racing                             | Kawasaki Ninja 400 | 12   | +6.178    | 10º     | 6     |
| 11º  | 85 | Kevin Sabatucci       | Kawasaki GP Project                    | Kawasaki Ninja 400 | 12   | +6.256    | 20º     | 5     |
| 12º  | 77 | Ruben Bijman          | MTM Kawasaki                           | Kawasaki Ninja 400 | 12   | +6.322    | 27º     | 4     |
| 13º  | 61 | Yuta Okaya            | MTM Kawasaki                           | Kawasaki Ninja 400 | 12   | +6.423    | 3º      | 3     |
| 14º  | 80 | Gabriele Mastroluca   | ProGP Racing                           | Yamaha YZF-R3      | 12   | +6.554    | 23º     | 2     |
| 15º  | 88 | Daniel Mogeda         | Team#109 Kawasaki                      | Kawasaki Ninja 400 | 12   | +6.630    | 11º     | 1     |
| 16º  | 91 | Matteo Vannucci       | AG Motorsport Italia Yamaha            | Yamaha YZF-R3      | 12   | +6.707    | 17º     |       |
| 17º  | 28 | Lennox Lehmann        | Freudenberg KTM - Paligo Racing        | KTM RC 390 R       | 12   | +6.793    | 22º     |       |
| 18º  | 2  | Iker García Abella    | Yamaha MS Racing                       | Yamaha YZF-R3      | 12   | +7.098    | 13º     |       |
| 19º  | 14 | Alex Millán           | SMW Racing                             | Kawasaki Ninja 400 | 12   | +7.141    | 7º      |       |
| 20º  | 47 | Fenton Seabright      | Vinales Racing                         | Yamaha YZF-R3      | 12   | +7.468    | 8º      |       |
| 21º  | 41 | Marc García           | Yamaha MS Racing                       | Yamaha YZF-R3      | 12   | +7.478    | 5º      |       |
| 22º  | 46 | Samuel Di Sora        | Leader Team Flembbo                    | Kawasaki Ninja 400 | 12   | +7.580    | 30º     |       |
| 23º  | 69 | Troy Alberto          | Fusport-RT Motorsports by SKM-Kawasaki | Kawasaki Ninja 400 | 12   | +11.311   | 18º     |       |
| 24º  | 39 | Enzo Valentim         | AD78 Team Brasil by MS Racing          | Yamaha YZF-R3      | 12   | +22.878   | 32º     |       |
| 25º  | 43 | Harry Khouri          | Team#109 Kawasaki                      | Kawasaki Ninja 400 | 12   | +22.984   | 24º     |       |
| 26º  | 81 | Ioannis Peristeras    | ProGP Racing                           | Yamaha YZF-R3      | 12   | +23.010   | 25º     |       |
| 27º  | 7  | Máté Számadó          | Fusport-RT Motorsports by SKM-Kawasaki | Kawasaki Ninja 400 | 12   | +23.239   | 26º     |       |
| 28º  | 95 | Adolfo Delgado        | Vinales Racing                         | Yamaha YZF-R3      | 12   | +23.690   | 28º     |       |
| 29º  | 35 | Yeray Saiz Marquez    | Accolade Smrz Racing                   | Kawasaki Ninja 400 | 12   | +23.700   | 29º     |       |
| 30º  | 59 | Alessandro Zanca      | Kawasaki GP Project                    | Kawasaki Ninja 400 | 12   | +23.734   | 19º     |       |
| 31º  | 55 | Unai Calatayud        | Arco Motor University                  | Yamaha YZF-R3      | 11   | +1 giro   | 31º     |       |

### Ritirato
| Nº | Pilota            | Squadra             | Motocicletta       | Giri | Griglia |
| -- | ----------------- | ------------------- | ------------------ | ---- | ------- |
| 23 | Sylvain Markarian | Leader Team Flembbo | Kawasaki Ninja 400 | 9    | 9º      |